# الماس‌های شکسته
الماس‌های شکسته (انگلیسی: Broken Diamonds) فیلمی آمریکایی در ژانر درام به کارگردانی پیتر ساتلر و نویسندگی استیو ویورلی است که در سال ۲۰۲۱ منتشر شد.
یک نویسنده بیست و چند ساله پس از مرگ پدرش، رویای نقل مکانش به پاریس را در خطر می‌بیند، زمانی که مجبور می‌شود به طور موقت از خواهر روان‌آزرده و غیرقابل پیش‌بینی خود مراقبت کند.

## بازیگران
- بن پلت به عنوان اسکات
- لولا کریک به عنوان سیندی
- ایوت نیکول براون به عنوان کوکی
- آلفونسو مک آلی
- لیندا بوید به عنوان مامان
- چاد ویلت به عنوان لیلاند ویور
- آماندا فیکس به عنوان سیندی جوان

## تولید
در مارس ۲۰۱۸، اعلام شد که بن پلات به عنوان بازیگر این فیلمی به کارگردانی پیتر ساتلر انتخاب شده‌است. مولی اسمیت، راشل اسمیت، تاد لاکینبیل، ترنت لاکینبیل و ترینا وایات از تولیدکنندگان این فیلم هستند
در ماه مه سال ۲۰۱۸، لولا کریک به بازیگران این فیلم پیوست. در ژوئن سال ۲۰۱۸، ایوت نیکول براون و آلفونزو مک آلی به جمع بازیگران این فیلم پیوستند.

### فیلمبرداری
فیلمبرداری اصلی از ۴ ژوئن ۲۰۱۸ آغاز شد.